# Lodrino (Italia)
Lodrino es una localidad y comune italiana de la provincia de Brescia, región de Lombardía, con 1.704 habitantes.

## Evolución demográfica
| Gráfica de evolución demográfica de Lodrino entre 1861 y 2001 |
|                                                               |
| Fuente ISTAT - elaboración gráfica de Wikipedia               |